# Gela (bướm đêm)
Gela là một chi bướm đêm thuộc họ Geometridae.